# Muwang
Król Mu z dynastii Zhou (chiń. trad. 周穆王; pinyin Zhōu Mùwáng; Wade-Giles Chou Mu⁴-wang²) – piąty władca z tej dynastii. Rządził w latach 977–922 p.n.e.

## Charakterystyka
Otrzymał tron po śmierci swojego ojca w trakcie jego wyprawy na południe. Lubił podróżować, w ciągu swoich rządów odwiedzał kilkakrotnie Góry Kunlun, uważane za siedzibę mitycznej Xiwangmu. Za jego czasów dynastia Zhou była w swoim szczytowym okresie, a władca próbował poszerzyć wpływ państwa na wschód. Jego liczne podróże pozwoliły mu na kontakty z wieloma plemionami i włączenie ich pod władzę Zhou. Uważa się, że dożył on aż 105 lat. Jego następcą został jego syn, Gongwang.